# Economia feminista

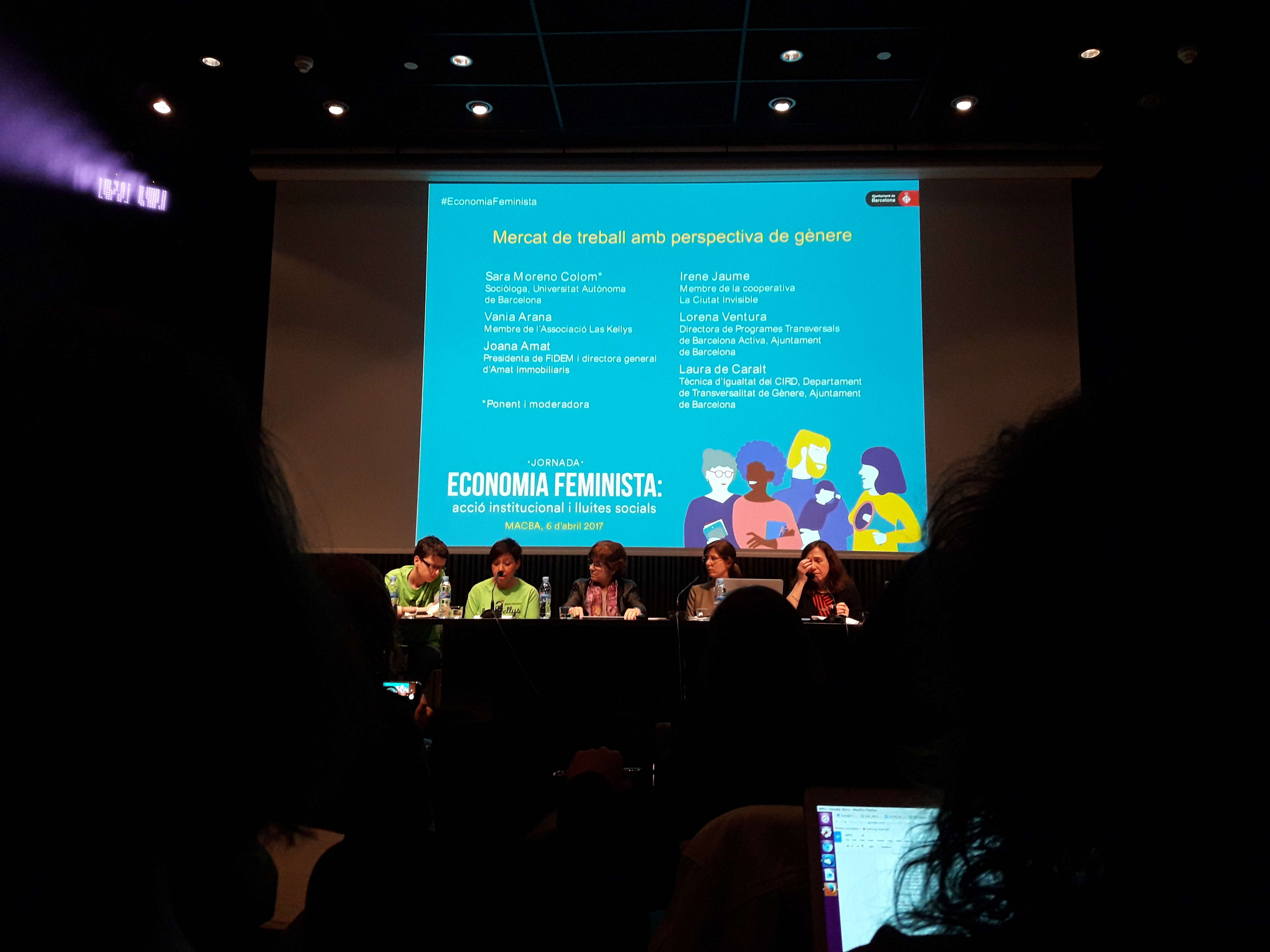
Jornada d'economia feminista a Barcelona, 2017

L'economia feminista és l'estudi crític de les ciències econòmiques als àmbits de la seva metodologia, epistemologia, història i recerca empírica, en un intent de superar els biaixos androcèntrics, masculins i patriarcals, alhora que planteja una teoria i una pràctica econòmica alternatives a la teoria econòmica ortodoxa.
Aquesta ortodòxia econòmica s'ha focalitzat fins ara en la racionalitat econòmica i en un individu masculí mogut per assolir riquesa, guany, benefici acumulat, sense cap atenció social ni sentit del bé comunitari. N'han quedat excloses i absents les dones, orientades per tradició, obligació o empatia a les atencions i activitats solidàries i altruistes, no remunerades i invisibles i, això no obstant, completament necessàries per a les comunitats, tot i que fins al segle XXI no hagin estat ni pagades ni tampoc considerades per l'economia que hem anomenat ortodoxa.
En darrera instància, els principis de l'economia feminista han entroncat també amb l'ecologisme, i davant del creixement continu inviable, que genera esgotament dels recursos, i al capdavall, deteriorament de les condicions de vida i inevitable pobresa, promou alternatives econòmiques sostenibles que es basin en el bé comú, l'atenció i la cura de les persones i del medi ambient.
El terme economia feminista es va començar a utilitzar en la dècada de 1990, especialment arran de la creació de la International Association for Feminist Economics (IAFFE) el 1992 als Estats Units, tot i que l'anàlisi econòmica de les diverses desigualtats de gènere, i en concret les bretxes salarials entre homes i dones, es debaten a Europa i Amèrica amb més o menys intensitat des de meitat del segle xx.
L'economia feminista analitza també inevitablement temes de particular importància per a les dones, com la subordinació familiar i social, les desigualtats en educació, la segregació laboral, la invisibilització del treball a la llar i el treball de cures no remunerat, i busca trobar altres maneres i indicadors de dades i les seves mesures, incloent-hi l'índex d'apoderament de gènere, i indaga en teories que incorporen la perspectiva de gènere, com l'enfocament basat en les capacitats d'Amartya Sen.
L'economia feminista té la voluntat d'erradicar les desigualtats de poder al treball per raó de gènere, lluitant per l'equitat de gènere i la corresponsabilitat social, en recerca del benestar humà. Per això, el punt de vista de l'economia feminista s'inclou a l'economia social i solidària.

## Àmbits d'estudi i d'actuació
Concretament, algunes manifestacions masclistes que l'economia feminista analitza i tracta són, entre moltes d'altres:
- La divisió sexual del treball, des del passat, per a entendre l'actual, igual que la diferenciació de currículum (vegeu currículum masculí) a les diferents propostes educatives (coeducació, educació mixta i altres), per a analitzar i proposar actuacions contra l'actual divisió sexual del treball i de les condicions laborals.
  - La divisió del treball discriminatòria inclou tant la segregació vertical, l'anomenat "sostre de vidre", com l'horitzontal, és a dir, per àmbits, activitats i sectors, el "terra enganxós".
  - La corresponsabilitat social, en una cultura més enllà de l'estat del benestar, en la qual, per una part, la cura de les persones i el treball de la llar estiguin equiparats en temps per a totes les persones, homes i dones, i per altra part, també dones i homes estiguin representats en els òrgans directius i de decisió. Les eines per assolir aquestes fites inclouen canvis en els convenis col·lectius i en la legislació vigent.
- Dintre de l'àmbit laboral, té en compte la discriminació retributiva entre homes i dones per a una mateixa feina. També la diferent consideració, visibilitat i prestigi que l'economia clàssica capitalista, basada en la competició (vegeu també cooperació) i la productivitat des del punt de vista dels homes, dona als diferents oficis, professions i tasques socials. No valora les tasques de les dones per masclisme, és a dir, pel fet de ser realitzades per dones. L'economia feminista tracta igualment la discriminació laboral i social, la violència envers les dones en l'àmbit laboral i econòmic, traduït en llenguatge sexista i llenguatge no inclusiu, invisibilitat de tasques, diferència de tracte, diferent qualitat de contractes laborals, reconeixement de certes malalties laborals, etc.
- La política econòmica, incloent-hi els pressupostos i la fiscalitat, cercant que les persones siguin considerades individualment i no en relació amb les altres. Per exemple en el cas dels matrimonis, cerca una veritable igualtat en l'assignació de diners públics i una adient redistribució de la renda realista i justa per a tothom.
  - Es fixa també en l'assignació i l'impacte dels impostos regressius, que inclouen tots els impostos indirectes. Aquests poden estar relacionats amb altres aspectes econòmics. Per exemple, la taxa rosa, o pink tax, es refereix tant al preu injustificadament més alt de productes destinats a dones com a la seva conseqüent fiscalitat. En ser els impostos indirectes un percentatge del preu, l'Estat carrega fiscalment més a les dones que als homes. Cal no confondre la taxa rosa amb el tampon tax, un altre tipus de taxa a les dones, en aquest cas, impostos abusius als productes d'higiene femenina, que en general són considerats de luxe en comptes de productes de primera necessitat. També solen anar a càrrec de les dones els impostos indirectes regressius, com l'IVA, dels productes de cura infantil, de persones malaltes i de la gent gran, com per exemple els bolquers.